# Bộ Đại dương và Thủy sản (Hàn Quốc)
Bộ Đại dương và Thủy sản (MOF; tiếng Hàn: 해양수산부; Hanja: 海洋水産部), là một tổ chức cấp nội các của Chính phủ Hàn Quốc. Cơ quan này chịu trách nhiệm chung đối với các lĩnh vực hàng hải và thủy sản nói chung, từ thúc đẩy an toàn và an ninh hàng hải, bảo vệ môi trường biển, phát triển cảng và cảng cá, nghiên cứu và phát triển về các vấn đề vùng cực cho đến quản lý và sử dụng bền vững. nguồn lợi thủy sản và phát huy hoạt động giải trí biển. Trụ sở chính đặt tại 94 Dasom-2 ro, thành phố Sejong. Trước khi sáp nhập vào năm 2008, Bộ Hàng hải và Thủy sản có trụ sở tại 140-2 Gye-dong, Jongno-gu, Seoul.
MOF được thành lập như một phần của cuộc tái tổ chức nội các vào năm 1996. Trong 35 năm trước đó, các chức năng hàng hải đã được phân chia giữa các cơ quan khác nhau. Từ năm 1955 đến năm 1961, dưới thời Đệ nhất Cộng hòa, Bộ Hàng hải đã tồn tại và Bộ hiện tại có nguồn gốc từ cơ quan đó.
Năm 2008, với sự sáp nhập của Bộ Xây dựng và Giao thông Vận tải và MOMAF, Bộ Đất đai, Giao thông và Hàng hải được thành lập. Năm 2013, Bộ Đại dương và Thủy sản được thành lập lại với việc tổ chức lại chính phủ.